# Đánh bom Ankara tháng 3 năm 2016
Vào ngày 13 tháng 3 năm 2016, lúc 18:35 (EET), một vụ đánh bom xảy ra tại Kızılay, Ankara, Thổ Nhĩ Kỳ. 34 người đã thiệt mạng và 125 người bị thương, 19 bị thương nặng. Một chiếc xe chất chất nổ được sử dụng cho các cuộc tấn công, nhắm vào mục tiêu các xe buýt chở dân thường. Vụ đánh bom diễn ra ở đại lộ Ataturk, gần Güvenpark, tại một điểm mà nhiều điểm dừng xe buýt được bố trí, và nhiều tòa nhà và xe hơi bị hư hại. Theo báo cáo ban đầu, một xe buýt bị đốt cháy hoàn toàn, cùng với hàng chục chiếc xe . Khu vực này sau đó đã được sơ tán để đề phòng bị khả năng tấn công khác nữa.

## Thủ phạm
Theo một quan chức Thổ Nhĩ Kỳ được trích dẫn bởi Reuters, một trong những thủ phạm của vụ tấn công là một thành viên PKK, sinh năm 1992 ở Kars. Cô được cho là đã tham gia tổ chức này vào năm 2013. Tờ báo Sözcü tường thuật rằng thủ phạm "gần như chắc chắn" là Seher Çağla Demir, một thành viên PKK đang theo học tại Đại học Balıkesir. Demir đã bị xét xử, cùng với bốn người bạn khác, tuyên truyền cho PKK. The Guardian nhận xét, nếu PKK tuyên bố chịu trách nhiệm cho vụ tấn công, vụ này sẽ đại diện cho một sự thay đổi chiến thuật chính , bởi vì cho đến giờ PKK đã chỉ trực tiếp tấn công các lực lượng an ninh và tuyên bố rằng nó không nhằm vào thường dân.
Theo truyền thông Thổ Nhĩ Kỳ, chiếc xe được sử dụng là một kiểu xe BMW năm 1995 đã bị đánh cắp ở Viranşehir vào ngày 10 tháng 1 và đưa đến Diyarbakır trong ngày đó. Theo tường thuật, nó đã được gắn một biển số Istanbul và được sở hữu bởi một người phụ nữ lớn tuổi. Vào ngày 26 tháng Hai, xe đã được đưa đến Ankara.
Tổ chức quá khích Kurden Teyrêbazên Azadîya Kurdistan (TAK) đã tuyên bố chịu trách nhiệm cho vụ này, cho là để trả đũa cho những hành động quân đội Thổ chống lại người Kurden tại miền đông nam Thổ. TAK là một nhóm đã tách ra khỏi tổ chức PKK..

## Trả đũa
Sau cuộc tấn công, 9 chiếc phản lực F-16 và 4 chiếc F-4 của không quân Thổ Nhĩ Kỳ đã thực hiện các cuộc không kích vào 18 mục tiêu, bao gồm các kho đạn dược và lều trại tại dãy núi Qandil (căn cứ của giới lãnh đạo PKK) và Gara. 36 người bị tình nghi là thành viên của PKK hay KCK đã bị bắt trong 45 cuộc khám xét ở vùng Adana.

## Phản ứng
Sau vụ tấn công, người ta cho rằng chính quyền Thổ Nhĩ Kỳ áp đặt các hạn chế với truyền thông: Các nhà báo cho biết một số phương tiện truyền thông phát sóng là đối tượng của một lệnh cấm đăng tải các khía cạnh của cuộc tấn công, và cơ quan phát thanh truyền hình Thổ Nhĩ Kỳ RTÜK ban hành một lệnh cấm đưa tin các khía cạnh của vụ nổ. Các nhà phân tích cũng cho biết rằng việc truy cập đến các trang web mạng xã hội như Facebook và Twitter là "cực kỳ chậm hoặc bị chặn sau vụ nổ" do các phương tiện truyền thông xã hội ở Thổ Nhĩ Kỳ đã bị người ta cho là đã bị chặn với sự biện minh rằng chúng có chứa các hình ảnh đồ họa của các vụ nổ.
- : Bộ Ngoại giao cho biết: "Canada kinh hoàng trước cuộc tấn công vô tri mới đây tại Ankara. Chúng tôi chia buồn những người bạn và đồng minh của chúng tôi, Thổ Nhĩ Kỳ."[18]
- : Một tuyên bố của Bộ Ngoại giao đã lên án vụ đánh bom ở Ankara, nói rằng đất nước này "ủng hộ những người Thổ Nhĩ Kỳ ở thời điểm quan trọng này", tuyên bố tiếp tục nhấn mạnh sự cần thiết của "cộng đồng quốc tế phải kề vai sát cánh để đối đầu với các hiện tượng của chủ nghĩa khủng bố và nhổ bỏ nó đi".[19]
- European Union: Đại diện cấp cao Ngoại giao Federica Mogherini và Ủy viên Chính sách Láng giềng và Mở rộng châu Âu Johannes Hahn cảm thông với nhân dân Thổ Nhĩ Kỳ trong một tuyên bố chung và tái khẳng định cam kết của Liên minh trong việc tăng cường các nỗ lực quốc tế chống lại chủ nghĩa khủng bố.[20]
- : Thủ tướng Ấn Độ Narendra Modi lên án các vụ tấn công và nói rằng ông chia buồn với các gia đình của các nạn nhân và chúc những người bị thương hồi phục nhanh chóng.[21][22]
- : Trong một tuyên bố của phát ngôn viên Dmitry Peskov, Tổng thống Nga Vladimir Putin đã lên án vụ tấn công và gửi lời chia buồn tới người dân Thổ Nhĩ Kỳ.[23]
- : Ban hành một tuyên bố lên án các vụ đánh bom.[24]
- : Tổng thống Petro Poroshenko nói rằng ông "bị sốc với một cuộc tấn công khủng khiếp ở Ankara", và "Sự khủng bố không thể được biện minh, cần phải bị lên án, Ukraina đứng về phía Thổ Nhĩ Kỳ và người dân nước này".[25]
- United Kingdom: Thủ tướng Anh David Cameron đã cho rằng "Tôi chia buồn với tất cả những người bị ảnh hưởng", nói rằng ông "sửng sốt" bởi vụ đánh bom.[26]
- : Nhà Trắng phát hành một tuyên bố lên án vụ tấn công khủng bố. Tuyên bố nói: "Chúng tôi chia buồn cầu nguyện cho những người thiệt mạng và bị thương cũng như những người thân của họ. Hành động khủng bố này chỉ là đợt gần gần đây nhất của nhiều cuộc tấn công khủng bố gây ra đối với người dân Thổ Nhĩ Kỳ ". Và: "Hoa Kỳ kề vai sát cánh cùng với Thổ Nhĩ Kỳ, đồng minh NATO và đối tác quan trọng, như chúng ta đương đầu với tai họa của chủ nghĩa khủng bố."[18]